# 山戸穂乃葉
山戸 穂乃葉（やまと ほのは、2008年〈平成20年〉1月21日 - ）は、日本の女優。
大阪府出身。東宝芸能所属。第9回「東宝シンデレラ」オーディション ミュージカル賞受賞。
『Popteen』レギュラーモデル。

## 人物・来歴
- 2022年（令和4年）に行われた第9回『「東宝シンデレラ」オーディション』にてミュージカル賞を受賞し芸能界入り。[2]
- 特技は、ダンス。[1]

## 受賞歴
2022年
- 第9回「東宝シンデレラ」オーディション ミュージカル賞

## 出演

### テレビ番組
- プレミアの巣窟[4]（2024年1月28日、2025年4月13日、20日、フジテレビ）

### 舞台
- ミュージカル「魔女の宅急便」主演・キキ 役 （2024年3月8日-3月17日、日本青年館ホール / 2024年3月21日-3月25日、新歌舞伎座 / 2025年5月16日-18日、マカオ文化センター 大劇場 / 2025年6月19日 - 29日、新国立劇場 中劇場）[5][6][7][8][9]

### Web
- 週プレNEWS [10] （2023年5月6日）

- HOUYHNHNM「路地裏てぃーん。」78人目 [11]（2023年2月3日）
- Popteen クリエイターモデル 「ほにょは」[12][3]（2023年10月 - ）

- ぴあ [13] （2023年12月26日）
- ローチケ演劇宣伝 [14] （2024年1月29日）
- Yahoo!ニュース [15] （2024年3月3日）

### CM
- 千寿製薬「マイティア」 [16]（2024年7月-）

### MV
- ダイナミック琉球／ほこもり(山戸穂乃葉、安保心結、藤本もあ菜、三宅りむ) 沖縄cover（2024年2月3日）[17]
- ダイナミック琉球／ほこもり(山戸穂乃葉、安保心結、藤本もあ菜、三宅りむ) 東京element（2024年2月5日）[18]
- Draw“O”／1.21(イチニーイチ)(山戸穂乃葉、藤本もあ菜)（2025年1月21日）[19]

### 紙媒体
- 美少女百選2024 [20] （2024年3月21日）

### ラジオ
- 京都リビングエフエム FM845 ワカバンneo（2025年2月24日）

## ライブ
- ミュージカルライブ「Joyful honoHappy」（2025年3月1日、呉竹文化センター）[21][22]